# Складокрылка Фельдера
Складокрылка Фельдера (лат. Pterodecta felderi) — вид бабочек из семейства Складокрылки. Вид назван в честь Рудольфа Фельдера (1842—1871) — венского юриста и энтомолога, сын Каэтана фон Фельдера. Единственный представитель тропического семейства на территории России. Все остальные бабочки этого семейства распространены в Юго-Восточной Азии.

## Описание
Небольшая бабочка внешне напоминающая булавоусых чешуекрылых (Papilionoidea) и как и другие представители своего семейства обладают их многими признаками, в том числе способностью складывать крылья в покое над туловищем. Размах крыльев 30—32 мм.
Голова в прижатых чешуйках, лоб широкий, глаза широко расставленные. Хоботок развитый. Губные щупики хорошо развитые, часто загнуты вверх. Усики в дистальной половине булавовидно утолщенные, в покое вытянуты вперед. Крылья широко-треугольные с выемками по наружному краю. Передние крылья на верхней стороне тёмно-бурого цвета, в наружной половине с широкой, дугообразно изогнутой оранжевой широкой перевязью, внутренний край которой образует острый клиноподобный выступ посредине. На нижней стороне крылья пёстро окрашенные, желтовато-коричневого цвета.

## Ареал и места обитания
В России ареал включает юг Хабаровского края (южнее Хабаровска) Приморский край, Курильские острова (остров Кунашир). Также ареал охватывает Японию, полуостров Корея, Китай (включая остров Тайвань).

## Биология
Бабочки активны днём. За год развивается два поколения. Бабочки летают с конца апреля до конца сентября. Кормовыми растениями гусеницам служат папоротники родов Matteuccia и Osmundastrum. Гусеницы устраивают себе убежища из листьев папоротника, стягивая и скрепляя шелковинной нитью края одного листа или нескольких соседних. Питаются в основном ночью, объедая отдельные перья и оголяя черешки папоротника.